# Battaglia di Baton Rouge (1862)
La battaglia di Baton Rouge, combattuta nell'agosto 1862, è stato un episodio della guerra di secessione americana a seguito del quale l'esercito nordista riuscì ad impedire che le forze sudiste riconquistassero la capitale della Louisiana.

## Contesto
Il 25 aprile 1862, il giorno prima della cattura di New Orleans da parte della flotta nordista comandata dall'ammiraglio David G. Farragut, il governo confederato dello Stato della Louisiana decise di abbandonare Baton Rouge trasferendosi prima a Opelousas e poi a Shreveport. I campi di cotone nella zona vennero dati alle fiamme per impedire che i nordisti potessero impadronirsene.
Il 9 maggio il comandante James Shedden Palmer della USS Iroquois sbarcò a Baton Rouge e, senza incontrare resistenza, prese possesso del porto e dell'arsenale.
Due settimane dopo iniziarono una serie di attacchi da parte di milizie irregolari filo-sudiste che provocarono l'immediata reazione di Farragut. Baton Rouge venne bombardata e a fine maggio giunse nella città il brigadiere generale Thomas R. Williams alla testa di sei reggimenti di fanteria, due batteria di artiglieria e una truppa di cavalleria con lo scopo di occupare la città.
Durante l'estate il generale maggiore Earl Van Dorn, comandante delle forze sudiste ad est del fiume Mississippi elaborò un piano per riconquistare Baton Rouge.

## La battaglia
Il 4 agosto 1862 il general maggiore sudista John C. Breckinridge arrivò al fiume Comite (circa 16 km a est di Baton Rouge) con l'intenzione di attaccare di sorpresa la città di notte ma venne scoperto da alcune sentinelle nordiste. Nonostante ciò all'alba del 5 agosto Breckinridge lanciò l'attacco durante il quale il comandante nordista Thomas Williams venne ucciso.
Il colonnello Thomas W. Cahill prese dunque il comando delle forze nordiste e organizzò una linea difensiva nei pressi del penitenziario, protetto dalle navi da guerra ancorate lì vicino.
Breckenridge sperava di poter contare sull'arrivo della nave da combattimento Arkansas che però a pochi chilometri da Baton Rouge ebbe un'avaria al motore e dovette essere abbandonata e distrutta per evitare che cadesse in mano ai nordisti.
Senza supporto navale Breckenridge fu costretto a ritirarsi.

## Conseguenze
Una settimana più tardi il comando nordista, preoccupato per la sicurezza di New Orleans, decise di evacuare Baton Rouge ma nell'autunno i nordisti tornarono nella città.

## Nella cultura di massa
La battaglia di Baton Rouge viene citata nel film The Hateful Eight di Quentin Tarantino. I particolari che vengono citati in riferimento allo svolgersi e alle conseguenze della battaglia però non corrispondono al vero.